# Галич-Бондаренко Лариса Григорівна
Галич-Бондаренко Лариса Григорівна (нар.20 січня 1972 року в Полтаві) — художник-живописець, член Національної Спіли художників України, викладач кафедри малюнка та живопису. В 1998 році закінчила Національну Академію образотворчого мистецтва та архітектури, навчалася в Миколи Стороженка. Працює в галузі монументального та станкового живопису. Роботи знаходяться у багатьох країнах світу. З 1998 по 2003 рік працювала в Архітектурно-проектному бюро при Адміністрації Президента України. Живе і працює в місті Київ.

## Творчість
Основні твори: «Чаша» (1992), «Пов'язані» (1998); диптих — «Євангелісти» (1998), «Вітрильник» (2000), «Грані» (2003), «Метелик» (2003), «Доброго ранку» (1993), «Собор», «Богородиця» (1996), " Апостол Павло "(1997), " Сон, або Шарманщик "(1999), " Мати-земля "(2001), " Клітка ", " Єдиноріг ", «Бачення»(2002), «Чаша»(2003), "Молюски "(2004).